# Болівійсько-південноафриканські відносини
Болівійсько-південноафриканські відносини — двосторонні дипломатичні відносини між Болівією і Південно-Африканською Республікою (ПАР).

## Історія
У січні 2006 обраний президент Болівії Ево Моралес відвідав ПАР в рамках своєї навколосвітньої подорожі перед вступом на посаду президента після перемоги на виборах 2005 року. Ево Моралес заявив, що боротьба ПАР проти режиму апартеїду є схожою на політичну боротьбу всередині Болівії. З 17 по 20 липня 2006 року делегація ПАР на чолі з головою Ессопом Пахадом була присутня в Болівії для налагодження співпраці та обміну досвідом щодо конституційних зборів, а також політики в області корисних копалин і енергетики.
Президент Ево Моралес знову відвідав ПАР під час чемпіонату світу з футболу 2010 року, де зустрівся з віце-президентом країни Кгалемою Мотланте, щоб обговорити зміцнення торговельних і дипломатичних відносин.

## Дипломатичні представництва
- Болівія має почесне консульство у Йоганнесбурзі[5].
- ПАР підтримує повні дипломатичні відносини з Болівією, але не має постійного представництва в країні. Інтереси ПАР в Болівії представлені через посольство у перуанському місті Лімі[6].